# La Paz (Tarlac)
La Paz ist eine Großraumgemeinde in der Provinz Tarlac auf der Insel Luzon auf den Philippinen. Sie hat 64.017 Einwohner (Zensus 1. August 2015), die in 21 Barangays leben. Sie gehört zur 2. Einkommensklasse der Gemeinden auf den Philippinen.
Die Gemeinde La Paz liegt im östlichen Teil der Provinz Tarlac und grenzt an die Provinz Nueva Ecija. Sie grenzt im Norden an die Gemeinde Victoria, im Süden an Concepcion, im Westen an Tarlac City. Sie liegt ca. 20 km östlich von Tarlac City und ca. 144 km nördlich der philippinischen Hauptstadt Manila und ist von dort über den Mc Arthur Highway zu erreichen.

## Barangays
| - Balanoy - Bantog-Caricutan - Caramutan - Caut - Comillas - Dumarais - Guevarra - Kapanikian - La Purisima - Lara - Laungcupang | - Lomboy - Macalong - Matayumtayum - Mayang - Motrico - Paludpud - Rizal - San Isidro (Pob.) - San Roque (Pob.) - Sierra |